# 화랑 커맨디프 경연대회
화랑 커맨디프 경연대회(화랑전투기술 경연대회)는 사관생도들의 강인한 체력과 불굴의 의지를 함양하고 화합과 단결을 도모하기 위해 실시하는 경연대회이다.

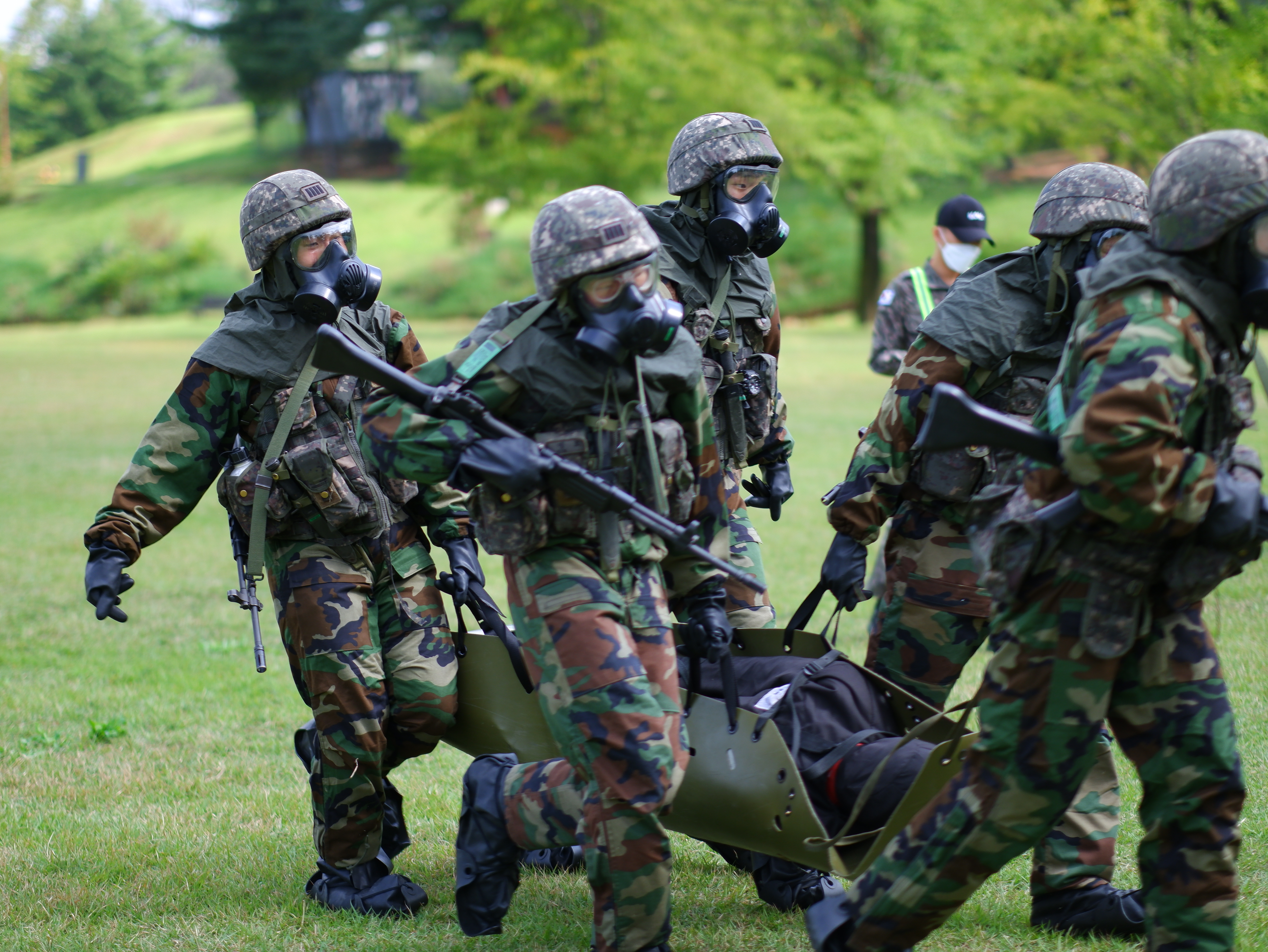
21년 열린 화랑 커맨디프 경연대회에서 참가생도들이 들것을 운반하고 있다.

미(美)육군사관학교의 샌드허스트 경연대회를 참고하여 2015년부터 시작되었다. 전장 리더십 및 팀워크, 전투체력 및 전투기술과 악조건 속에서 상황판단 및 조치능력를 배양하기 위해 만들어졌다. 대회 종목은 완전군장 뜀걸음, 개인화기 사격, 장애물 극복 등 10가지 전장상황으로 구성되어 있다. 2021년 대회부터는 육군사관학교 외에 해사, 공사, 육군3사관학교 생도 및 학군단 후보생들도 참가하여 우리 군의 양성과정 최고의 전투기술 경연대회로 거듭나고 있다.

## 유래
화랑 커맨디프(COMMANDEF) 경연대회의 본래 명칭은 2020년도까지만 하더라도 화랑전투기술경연대회였다. 이는 세계 육사 생도들이 한자리에 모여 기량을 겨루는 미 육사 웨스트포인트의 '샌드허스트 경연대회'를 벤치마킹하였다.
화랑 커맨디프(COMMANDEF) 경연대회의 커맨디프는 '지휘하다'라는 뜻의 Command와 '기동하다'라는 뜻의 Maneuver, '승리하다'라는 뜻의 Defeat의 각 영어 알파벳의 앞글자 3자를 합쳐 만든 단어로 2021년부터 명칭을 바꾸어 대회를 개최하였다.

## 대회복장
기본 대회 참여 복장은 전투복과 단독군장, 완전군장으로 한다.
| 복장                          | 단독군장                                          | 완전군장 |
| ----------------------------- | ------------------------------------------------- | --- |
| 전투복 상의전투복 하의 전투화 | 방탄모 소총 방독면 전투조끼(탄알집5개, 수통) 대검 | 주배낭 공격배낭 보조낭 2 어깨낭 2 군장 덮개 2 모포 포단 전투복 2 전투화 1 우의 야삽 반합 총기손질도구 전투식량 |

## 종목과 진행
화랑 커맨디프 경연대회는 총 이틀에 걸쳐 시행된다. 각 종목을 진행하는 과정에서 점수기준표를 토대로 통제관들에 의해 점수가 매겨지고, 그 점수의 총합으로 우승팀을 겨루게 된다. 2021년 시행된 화랑 커맨디프 경연대회에서는 모든 평가종목이 같은 배점으로 배정되어 있어서 모든 종목을 골고루 잘 하는 것이 중요하였다. 각 종목 간 쉬는 시간은 5분이지만 대회 진행 중 1회에 한하여 전투식량을 취식하는 시간인 30분이 추가로 주어진다.

### 1일차 공격작전
각 종목 사이를 이동할 때 걸리는 시간 또한 측정요소로 생도들은 각 종목이 끝난 후 주어지는 약간의 휴식시간 이후, 뜀걸음으로 종목을 이동한다. 각 종목 간 군장뜀걸음으로 이동해야 하는 거리는 대략 1km정도이다. 군장뜀걸음을 하는 동안 열외자 및 중도 포기자 발생시 인당 3분이 추가된다.

#### 집결지 행동
집결지 행동에서는 참여 팀들간의 공정성을 위해 각 생도들의 군장무게를 검사한다. 군장의 무게는 19kg을 넘어 가는지, 군장품목을 준수했는지를 확인하고 군장의 무게가 19kg을 넘어가지 못할 경우 감점되고, 미비점 보완 후 출발이 가능하다. 이때, 여생도 남생도 할 것 없이 군장 검사 이후 무게를 배분하거나 경기 중 군장을 들어주는 것이 불가능하다.

#### 목표지역으로 기동
완전군장을 착용하고 정해진 경로 2km를 이동한다. 이때 마지막 인원이 기준점을 통과한 것을 기준으로 시간을 측정하고, 이동경로를 이탈하거나 중도 포기 인원이 발생한 경우 시간이 추가된다. 총 20개 팀이 10분 간격으로 출발하고, 각 팀당 안전을 위해 조교가 1명씩 붙어서 함께 이동한다.

#### 장애물 지대 통과
실제 전시 산악과 야지에서 만날 수 있는 다양한 종류의 장애물을 극복하는 종목이다. 육군사관학교 전투체력단련장에 위치한 장애물 코스를 통과하는 것으로 시간을 측정한다. 이때 복장은 완전군장은 벗고, 방탄모와 장갑을 착용한채로 코스를 극복한다. 코스는 총 9개 코스로 실패시 해당 코스를 재실시 해야하고, 포기할 경우 과제별 1명당 1분이 추가된다. 이 또한 마지막 인원이 도착하는 것을 기준으로 시간을 측정한다. 장애물에는 외줄오르기, 담장넘기, 경사판 오르기, 계곡 뛰기, 타잔 나무타기, 울타리 넘기, 외다리 건너기, 아일랜드 탁자 넘기, 사다리 오르기가 있다. 개별적으로 신속하게 장애물을 통과하는 것이 주된 활동이지만 특히 아일랜드 탁자 넘기의 경우 팀원들끼리 협력해서 넘는 경우가 많다.

#### 적 경계부대 접촉
적 경계부대 접촉시 사격상황을 가정하여 육군사관학교 방음사격장에서 축소사격을 실시한다. 축소사격은 20발 진행하고, 주어진 3분 안에 100m 10발, 200m 5발, 250m 5발을 쏘는 것이 목표이다. 기능고장이 발생하면 스스로 조치한 후 사격을 다시 진행한다. 시간이 지난 후 잔탄사격은 불가능하다. 본인이 직접 탄알집에 삽탄하여 사격을 진행하고, 사격 명중률에 따라 점수가 매겨진다.

#### 적 화학탄 공격
전장상황에서 생존을 위한 전투기술과, 상황판단, 그리고 조치능력을 확인하기 위해서 화생방 상황을 부여한다. 화생방 상황이 부여되는 MOPP 4단계 적용하에 플라스틱 들것에 70kg마네킹을 태우고 100m운반하는 것을 목표로 한다. 이때, MOPP 4단계는 단독군장 착용상태에서 각 단계에 따라 정해진 시간안에 복장을 착용해야 하고 정해진 절차를 준수하지 않은 경우 감점요소에 포함된다. MOPP 4단계 복장 착용 하 플라스틱 들것을 운반하는 과정에서 들것이 바닥에 끌리는 경우도 감점요소에 포함된다.

#### 목표확보, 진지강화/재편성
팀장의 상황판단과 지휘능력, 팀원간의 협동심, 단결력 확인을 위한 종목으로 지정된 물자들을 정해진 운반횟수만큼 운반하면 완료시간을 측정하는 종목이다. 케틀벨, 탄박스, 타이어, 마네킹 총 4종류의 물자가 준비되어 있으며, 팀장이 어떤 물자에 어떤 인원을 배치하여 효율적으로 이끌어 나갈지가 중요한 종목이다. 케틀벨은 10kg짜리 2개 20kg짜리 2개로 각 14회, 12회 왕복해야 하고, 탄박스(30kg)는 10회, 타이어는 3회, 마네킹(70kg)은 5회 왕복한다. 마네킹은 플라스틱 들것에 결속하여 진행해야하고, 기준선을 넘어가거나 물자를 바닥에 던지는 경우 감점된다. 해당 레인의 왕복횟수를 달성하면 다른 레인의 물자운반을 도울 수 있다.

### 2일차 방어작전

#### 집결지 행동
1일차 집결지 행동과 동일하다.

#### 방어진지로 기동
목표지역으로 기동과 동일하다. 차이점이 하나 있는데 1일차가 도로를 달리는 뜀걸음이었다면 2일차는 산악뜀걸음이다. 오르막과 내리막이 교차되는 경로와 급경사를 고려하여 뜀걸음을 진행하여야 한다.

#### 전투물자 재보급(전투체력)
사하지점에 탄약 및 기타물자가 도착하였고 신속하게 방어진지로 물자를 운반하는 상황이다. 9명이 9개의 레인에서 한 명씩 주어진 과제를 수행한다. 각 레인은 30m 길이로 동일하다.
1. 전력질주
2. 물자운반
3. 탄통 20회 들기 후 베어워크
4. 전력질주
5. 물자운반
6. 전력질주

물자에는 케틀벨16kg, 20kg, 24kg, 탄박스 30kg이 있다. 탄통(15kg)은 두 손으로 들고 가슴까지 들어올렸다가 바닥에 닿기를 20회 반복한다. 자신의 레인에서 주어진 과제를 다 수행하면 인접레인의 물자운반을 도와줄 수 있다. 전투체력에서 감점요소는 기준선 미준수, 준비자세 미흡, 탄통 들어올리는 높이 미달, 물자를 바닥에 던지는 행위이다. 각 요소는 1회당 10초가 추가된다.

#### 전투부상자 처치
방어진지 일대에 적 포탄 낙하로 인해 대량출혈, 기도폐쇄, 심정지 등 응급환자가 발생한 상황이다. 심폐소생술 애니 인형으로 심폐소생술과 기도확보를 진행하고 임의지정한 팀원에 대해 대량출혈 처치와 환자 후송 준비를 진행한다. 대량출혈 처치는 전투용 지혈대를 이용하고 환자 후송 준비는 플라스틱 들것을 이용한다.

#### 환자 후송
팀원 간 협동심, 단결력, 전투체력 배양 등을 목적으로 화랑관 광장에서 이루어지는 환자 후송 작전이다. 팀원 11명이 완전군장을 착용한 상태로 플라스틱 들것 2개(각각 70kg 마네킹 결속)를 들고 화랑관 광장을 1바퀴 이동한 후, 출발지점에 들것을 내려놓은 다음 전원 결승선까지 전력질주하는 것으로, 마지막 인원의 통과시간으로 기록을 측정한다. 이때, 플라스틱 들것을 끌거나 던질경우 건당 10초가 추가된다.

## 포상

### 육사 최우수팀
전원 메달 및 학교장 상장

### 외부 최우수팀
전원 메달 및 학교장 상장

### 육사 참가생도
- 외출(박) 1회 부여[6][7]
- 생도대장 상점(20점) 부여
- 기념 메달
- 경연대회 결과 우수자 타 선발 시 가산점 부여(군사역량 우수생도 등)

### 외부 참가생도
기념 메달 및 인증서 발급

## 같이 보기
- 육군사관학교
- 해군사관학교
- 공군사관학교
- 육군3사관학교
- 학군단
- 샌드허스트
- 웨스트포인트
- 샌드허스트 대회